# Stop oporowy
Stop oporowy – stop metali odznaczający się dużą rezystywnością, stosunkowo małym współczynnikiem cieplnym oporu elektrycznego i dużą stabilnością obu tych wielkości w pewnych zakresach temperatur. Stopy oporowe stosuje się w elektronice na rezystory regulacyjne i obciążające (konstantan, manganin, nikielina), rezystory pomiarowe (np. konstatntan, manganin) oraz na elementy grzejne (nichrom, kantal).